# Parvisquama mariana
Parvisquama mariana är en tvåvingeart som beskrevs av John Otterbein Snyder 1965. Parvisquama mariana ingår i släktet Parvisquama och familjen husflugor.
Artens utbredningsområde är Guam. Inga underarter finns listade i Catalogue of Life.